# Tom Kipp
Tom Kipp (Willoughby, 17 novembre 1968) è un pilota motociclistico statunitense.

## Carriera
Tom Kipp inizia a correre in moto a 6 anni sulle moto da cross, e passa in seguito a gareggiare nei campionati nazionali statunitensi nel 1987. Effettua il suo debutto internazionale nel 1989, quando disputa con una wild card i round di Mosport e Brainerd. Nelle quattro gare disputate non riesce ad ottenere punti validi per la classifica mondiale.
L'anno seguente Kipp partecipa come wild card nuovamente ai due stessi round dell'anno scorso, con questa volta anche una terza partecipazione a Sugo. In Canada si piazza 14º in entrambe le gare, mentre negli Stati Uniti si piazza 14º in gara 1 e 13° in gara 2. I punti conquistati gli permettono di terminare 47º in classifica mondiale con 9 punti.
Nel 1991 Kipp partecipa sempre da wild card agli stessi round dell'anno precedente. Nella tappa canadese però, grazie al boicottaggio dell'evento da parte dei piloti ufficiali che ritenevano il circuito troppo pericoloso, Kipp ottiene la pole position ma è costretto al ritiro in gara 1, per poi invece vincere gara 2. I punti conquistati gli permettono di terminare 31° nella classifica mondiale con 20 punti.
Per il 1992 Kipp si concentra sul campionato statunitense, vincendo il titolo nella categoria Supersport 600. Nel 1995 Kipp torna nel mondiale Superbike, partecipando come wild card al round di Laguna Seca. Termina 12° in gara 1 e 13° in gara 2, posizionamenti che gli valgono 12 punti e il 36º posto in campionato. Nello stesso anno vince anche il campionato Supersport 750 statunitense.
Nel 1997 Kipp effettua la sua ultima apparizione nel mondiale Superbike con un'ultima wild card nuovamente a Laguna Seca. Termina 12° in gara 1 e 8° in gara 2, posizionamenti che gli valgono 12 punti e il 33º posto in campionato. Kipp continua a correre nei campionati nazionali statunitensi fino al 2003, ottenendo un terzo e ultimo titolo nazionale nel 1999 nella Supersport 750.

## Risultati in carriera nel mondiale Superbike
| 1989 | Moto   |  |  |  |  |    |    |    |     |  |  |  |  |  |  |  |  |  |  |  |  |  |  |  |  |  |  | Punti | Pos. |
| ---- | ------ |  |  |  |  | -- | -- | -- | --- |  |  |  |  |  |  |  |  |  |  |  |  |  |  |  |  |  |  | ----- | ---- |
| 1989 | Yamaha |  |  |  |  | 16 | 18 | 21 | Rit |  |  |  |  |  |  |  |  |  |  |  |  |  |  |  |  |  |  | 0     |      |

| 1990 | Moto   |  |  |  |  |  |  |  |  |    |    |    |    |  |  |     |     |  |  |  |  |  |  |  |  |  |  | Punti | Pos. |
| ---- | ------ |  |  |  |  |  |  |  |  | -- | -- | -- | -- |  |  | --- | --- |  |  |  |  |  |  |  |  |  |  | ----- | ---- |
| 1990 | Yamaha |  |  |  |  |  |  |  |  | 14 | 14 | 14 | 13 |  |  | Rit | Rit |  |  |  |  |  |  |  |  |  |  | 9     | 47º  |

| 1991 | Moto   |  |  |  |  |     |   |     |     |  |  |  |  |  |  |    |    |  |  |  |  |  |  |  |  |  |  | Punti | Pos. |
| ---- | ------ |  |  |  |  | --- | - | --- | --- |  |  |  |  |  |  | -- | -- |  |  |  |  |  |  |  |  |  |  | ----- | ---- |
| 1991 | Yamaha |  |  |  |  | Rit | 1 | Rit | Rit |  |  |  |  |  |  | 22 | 22 |  |  |  |  |  |  |  |  |  |  | 20    | 31º  |

| 1995 | Moto   |  |  |  |  |  |  |  |  |  |  |  |  |    |    |  |  |  |  |  |  |  |  |  |  |  |  | Punti | Pos. |
| ---- | ------ |  |  |  |  |  |  |  |  |  |  |  |  | -- | -- |  |  |  |  |  |  |  |  |  |  |  |  | ----- | ---- |
| 1995 | Yamaha |  |  |  |  |  |  |  |  |  |  |  |  | 12 | 13 |  |  |  |  |  |  |  |  |  |  |  |  | 7     | 36º  |

| 1997 | Moto   |  |  |  |  |  |  |  |  |  |  |    |   |  |  |  |  |  |  |  |  |  |  |  |  |  |  | Punti | Pos. |
| ---- | ------ |  |  |  |  |  |  |  |  |  |  | -- | - |  |  |  |  |  |  |  |  |  |  |  |  |  |  | ----- | ---- |
| 1997 | Yamaha |  |  |  |  |  |  |  |  |  |  | 12 | 8 |  |  |  |  |  |  |  |  |  |  |  |  |  |  | 12    | 33º  |

| Legenda | 1º posto        | 2º posto            | 3º posto           | A punti      | Senza punti        | Grassetto – Pole position Corsivo – Giro più veloce |
| Legenda | Gara non valida | Non qual./Non part. | Ritirato/Non class | Squalificato | '-' Dato non disp. | Grassetto – Pole position Corsivo – Giro più veloce |